# Marius Petcu
Marius Petcu este liderul sindicatului Sanitas și președintele confederației sindicale CNSLR „Frăția”.
Marius Petcu a înființat, în februarie 1990, Sindicatul Sanitas, unde a ocupat funcția de vicepreședinte.
Soția lui Petcu este secretar general la Federația „Sanitas" și vicepreședinte la CNSLR - Frăția.
Marius Petcu a făcut parte, alături de Dumitru Costin, Matei Brătianu, Iacob Baciu și Ion Gabriel Popescu, toți importanți lideri de sindicat, din Consiliul de Administrație al companiei Realitatea-Cațavencu.
Un alt lider sindical, Bogdan Hossu de la Cartel Alfa, a acuzat că prin atragerea acestora sub aceeași pălărie, Sorin Ovidiu Vîntu putea controla o uriașă masă de manevră cu ajutorul căreia ar fi urmărit să obțină patrimoniul UGSR.
La data de 24 martie 2011, a fost prins în flagrant de procurori luând mită în valoare de 40.000 de euro.
Pe 22 mai 2012 fost condamnat de Curtea de Apel București la șapte ani de închisoare pentru luare de mită.
Astfel, judecătorii au menținut decizia Tribunalului București care a stabilit, în decembrie 2011, aceeași pedeapsă. În februarie 2013, sentința a devenit definitivă prin decizia Înaltei Curți de Casație și Justiție.